# Ned Young
Edward « Ned » Young (né vers 1762 - mort le 25 décembre 1800) était un marin britannique et l'un des mutins ayant participé à la mutinerie du Bounty. Il est également l'un des fondateurs de la colonie de l'île Pitcairn. 